# نيلوفر أزغب الأوراق
نيلوفر أزغب الأوراق (الاسم العلمي:Nymphaea lasiophylla) هو نوع من النباتات يتبع جنس النيلوفر من الفصيلة النيلوفرية.